# 도고치정
도고치정(일본어: 戸河内町)은 일본 히로시마현의 서부에 존재했던 정으로, 야마가타군에 속했다.
2004년 10월 1일에 인접했던 야마가타군 가케정 및 쓰쓰가촌과 대등합병해 아키오타정이 이행됨에 따라 소멸하였다.

## 역사
- 1889년 4월 1일 - 시정촌 시행으로 도고치촌이 성립하였다.
- 1933년 8월 1일 - 정으로 승격해 도고치정이 되었다.
- 2004년 10월 1일 - 가케정, 도고치정 및 쓰쓰가촌이 대등합병해 아키오타정이 이행해 소멸하였다.

## 교통

### 도로
- 주고쿠 자동차도
- 국도 제186호선
- 국도 제191호선 (일본)(일본어판)
- 국도 제434호선 (일본)(일본어판)